# منتوحوتب الثاني
منتوحوتپ الثاني ملك مصري قديم حكم في الفترة (2061 - 2010 ق.م.)، ومعنى اسمه الملكي هو (الإله مونتو راضٍ)، ويُعرف أيضاً بلقب التتويج نب-حابت-رع أي (ربان دفة رع)، وهو مؤسس الاسرة الحادية عشر، وهو ابن انتف الثالث. يرجع إليه الفضل في إعادة توحيد البلاد بعد نهاية فترة إضطرابات عصر الاضمحلال الأول وأصبح أول ملك مصري في الدولة الوسطى. واستمرت ولايته 51 عاماً وفقا لقائمة ملوك تورين. فمنتوحتب الثاني خلف والدة إنتف الثالث على العرش ومن بعده خلفه إبنه منتوحتب الثالث.
صعد منتوحتب الثاني على عرش مصر في مدينة طيبة بمصر العليا خلال فترة عصر الانتقال الأول. فمصر لم تكن موحدة في ذلك الوقت، والأسرة العاشرة المناوئة لأسرة منتوحتب الحادية عشر كانت تحكم مصر السفلى من مدينة هيراكليوبوليس. وبعد أن قام ملوك هيراكليوبوليس بتدنيس الجبانة الملكية المقدسة الموجودة في منطقة أبيدوس بمصر العليا في العام الرابع عشر من حكم منتوحتب الثاني، قام الأخير بإرسال جيوشه شمالاً لإحتلال مصر السفلى. وإستمراراً لحملات أبيه إنتف الثالث نجح منتوحتب في توحيد بلاده ربما قبل نهاية عامه التاسع والثلاثين من جلوسه على العرش. وبعد الإعتراف بالوحدة في العام التاسع والثلاثين قام بتغيير لقبه إلى سما-ناوي أي (موحد الأرضين).
قام منتوحتب الثاني بعمل إصلاحات في الحكومة المصرية فور الإنتهاء من توحيد البلاد. فألغى عدم مركزية السلطة التي ساهمت في إنهيار الدولة القديمة وكانت علامة مميزة للفترة الإنتقالية الأولى، وذلك عن طريق تجريد حكام الأقاليم من بعض سلطتهم وتركيز الحكم في طيبة. كما إبتكر أيضاً مناصب حكومية جديدة قد شغلها رجال طيبة المخلصين له، مما منح الملك مزيداً من السلطة على بلاده. كما سافر المسئولين عبر البلاد بصفة منتظمة لمراقبة حكام الأقاليم.
تم دفن منتوحتب الثاني في جبانة طيبة بالدير البحري. وكان معبده الجنائزي من أكثر المشاريع المعمارية الطموحة لمنتوحتب الثاني، حيث أنه إشتمل على العديد من الإبتكارات المعمارية والدينية. فإحتوى على سبيل المثال على شرفات وممرات مغطاة حول المبنى المركزي، وكان أول معبد جنائزي يتم تمثيل الملك فيه على هيئة المعبود أوزير. وألهم معبده المعابد التي جائت من بعده مثل معبد حتشبسوت ومعبد تحتمس الثالث من الأسرة الثامنة عشر.
بقايا معبده بالدير البحرى لا زالت موجودة بجوار معبد حتشبسوت، أحبه المصريون كثيرا واعتبروه مثل مينا (موحد الوجهين القبلي والبحري) ومؤسس الأسرة الأولى، ومثل أحمس طارد الهكسوس ومؤسس الدولة الحديثة) ويوجد صورة له بجانب الملك مينا وأحمس.

## عائلته

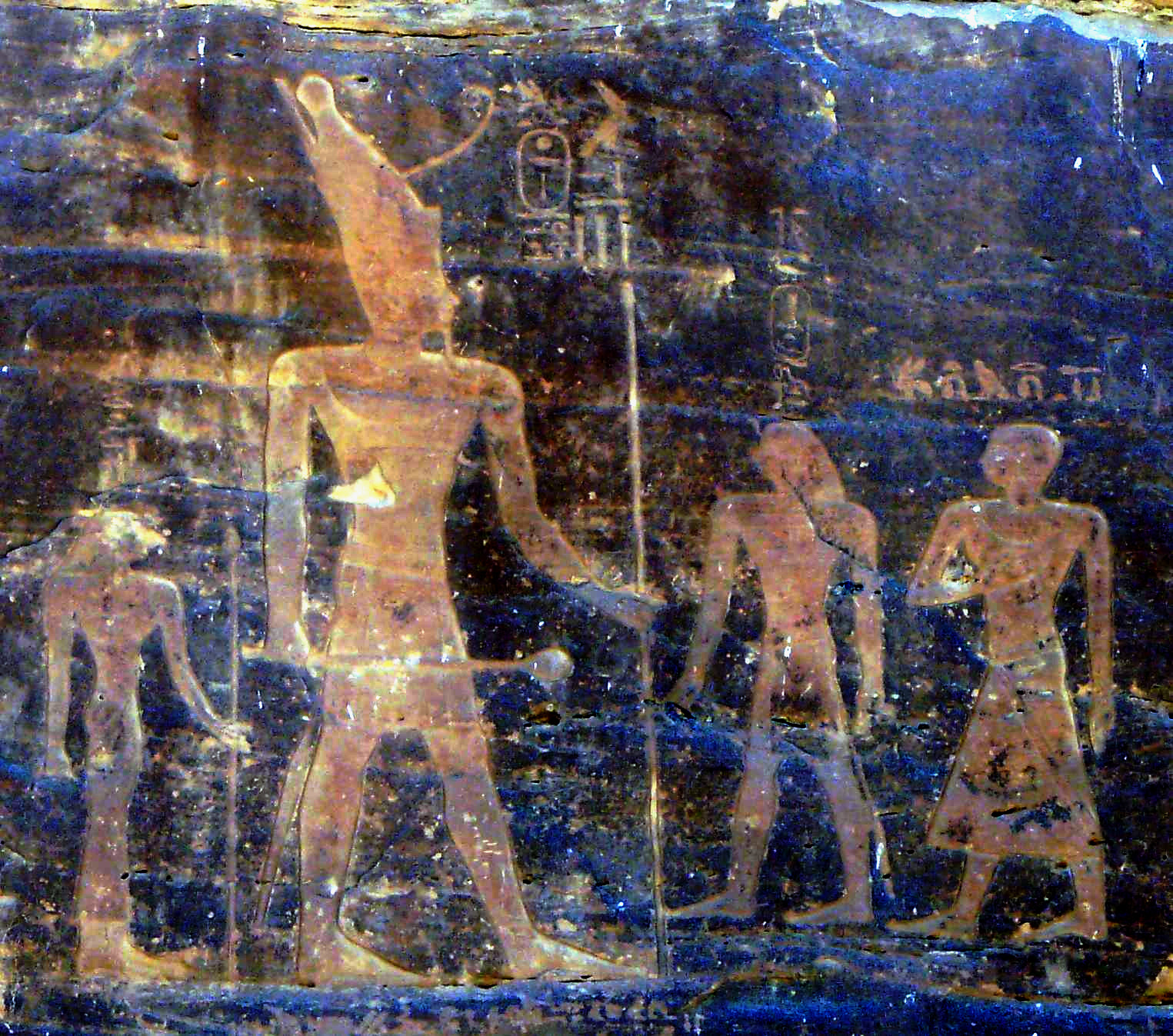
يصور نقش صخرة السلسلة الملك منتوحتب الثاني عملاقاً، وعلى اليمين إنتف الثالث و أمين الخزانة خيتي، وعلى اليسار الملكة إعح.

كان منتوحتب الثاني ابن إنتف الثالث، وربما كانت زوجة إنتف الثالث إعح هي أيضاً أخته. ويوضح هذا النسب لوحة حننو (متحف القاهرة 36346) الذي كان مسئولاً في القصر الملكي تحت ولاية إنتف الثاني، وإنتف الثالث، وإبنه الذي تعرفه اللوحة باللقب الحوري «سعنخ-إب-تاوي» أي (محيي قلب الأرضين)، وهو أول لقب حوري لمنتوحتب الثاني. أما إعح فقد حملت لقب «موت-نسوت» أي (الأم الملكية). كما تم تأكيد نسب منتوحتب الثاني أيضاً بطريقة غير مباشرة من خلال نقش موجود في منطقة شط الرجال. وكان لمنتوحتب الثاني العديد من الزوجات اللاتي تم دفنهن معه أو بجواره في معبدة الجنائزي.
- تم التي ربما كانت الزوجة الرئيسية لمنتوحتب الثاني حيث كانت تحمل لقب «حمت-نسوت» أي (الزوجة الملكية)، و «حمت-نسوت-مريت.ف» أي (محبوبته الزوجة الملكية)، و «ورت-حتس-نبوي» أي (عظيمة صولجان السيدين). وقد إنجبت لمنتوحتب الثاني طفلين، بالتاكيد أحدهما كان منتوحتب الثالث نظراً لأن «تم» كانت تُدعى أيضاً «موت-نسوت» أي (الأم الملكية). ويبدوا أنها قد توفت بعد زوجها وقام إبنها بدفنها في معبد منتوحتب الثاني.[11] وإكتشف قبرها اللورد دوفرين[12] عام 1859، وأتم أرنولد حفر القبر عام 1968.[13]
- نفرو الثانية وتعني (جميلة الثانية)، وكانت تُدعى «حمت-نسوت-مريت.ف» أي (الزوجة الملكية ومحبوبته)، وربما كانت أخت منتوحتب الثاني نظراً لأنها تحمل أيضاً ألقاب مثل «سات-نسوت-سمسوت-ن-خت.ف» أي (الأخت الملكية الكبيرة المنتمية إلى جسده)، و «حموت-نبوت» أي (سيدة كل النساء). وتم دفنها في المقبرة رقم TT319 بالدير البحري.
- كاويت كانت إحدى زوجات منتوحتب الثاني الثانوية. وكانت تحمل الألقاب «حمت-نسوت-مريت.ف» أي (الزوجة الملكية ومحبوبته)، و «غكرت-نسوت» أي (المحظية الملكية). وكانت «إحدى كاهنات المعبودة حتحور». ويعتقد أنها كانت نوبية.[14][15] وقد تم دفنها تحت شرفة معبد منتوحتب الثاني الجنائزي، حيث كشف نافيل عن تابوتها في عام 1907.
- سادة، وعاشيت، وهنهنيت، وكمسيت كلهن كانوا زوجات ثانويات لمنتوحتب الثاني. وكانوا يحملون الألقاب«حمت-نسوت-مريت.ف» أي (الزوجة الملكية ومحبوبته)، و «غكرت-نسوت-وعتت» أي (المحظية الملكية الوحيدة). وكانوا كاهنات المعبودة حتحور،[16] وكل واحدة منهن تم دفنها في حفرة منفردة محفورة تحت شرفة معبد منتوحتب الثاني.[17][18] مع ملاحظة أنه توجد نظرية بديلة ترى أن هنهنيت هي إحدى الزوجات الثانويات لإنتف الثالث، وربما كانت أم نفرو الثانية، وتوفت أثناء ولادتها.
- ماويت، وهي طفلة ذات خمسة سنوات تم دفنها مع زوجات منتوحتب الثاني الثانويات، وعلى الأرجح أنها إحدى بناته. تابوت كاويت، قا بإلتقات هذه الصورة الفوتوغرافية E. Naville عام 1907.[19]

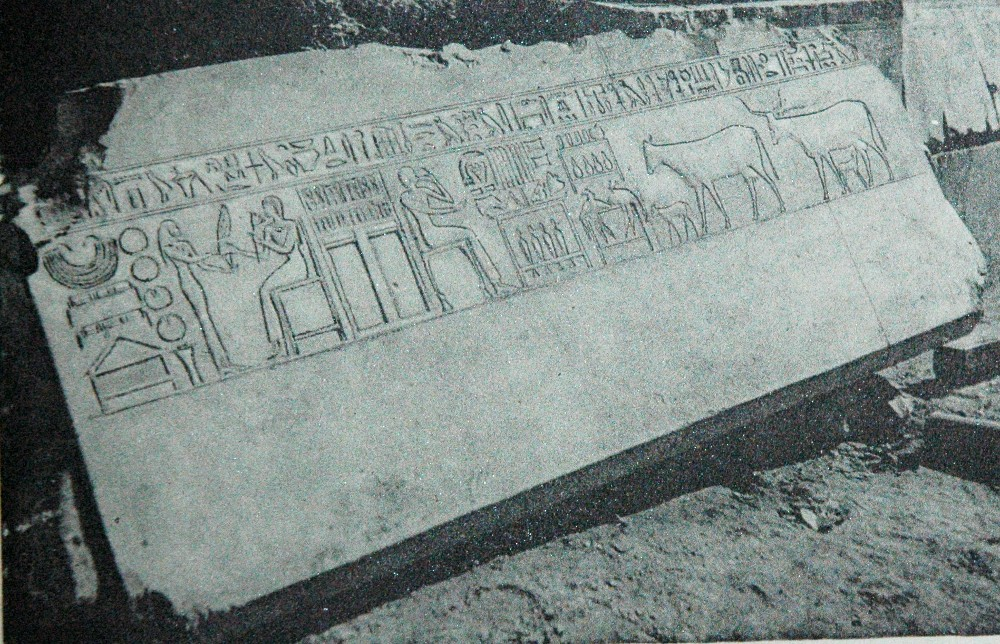
تابوت كاويت، قا بإلتقات هذه الصورة الفوتوغرافية E. Naville عام 1907.

## حقبته
يُعتبر منتوحتب الثاني أول حاكم للمملكة المصرية الوسطى. ولائحة تورين تنسب إليه ولاية عهد استمرت 51 عاماً. ظل كثيراً من علماء المصريات يأخذون بعين الإعتبار لفترة طويلة محتوى نقشين على الصخر، تظهر منتوحتب الثاني يعلوا شخصية أصغر منه مكتوب عليها الملك «إنتف»، على أنه دليلاً قاطعا بأن سلفه «إنتف الثالث» كان والده؛ إلا أن ذلك لم يتم تأكيده بشكل قطعى، حيث أن هذه النقوش قد تكون لها دوافع دعائية أخرى، كما أن منتوحتب تحيط به مشاكل أخرى متعلقة بأصله الحقيقي، وتغير أسمه ثلاثة مرات، ومحاولاته المتكررة التي إدعى فيها أنه منحدر من سلالات إلهية مختلفة.

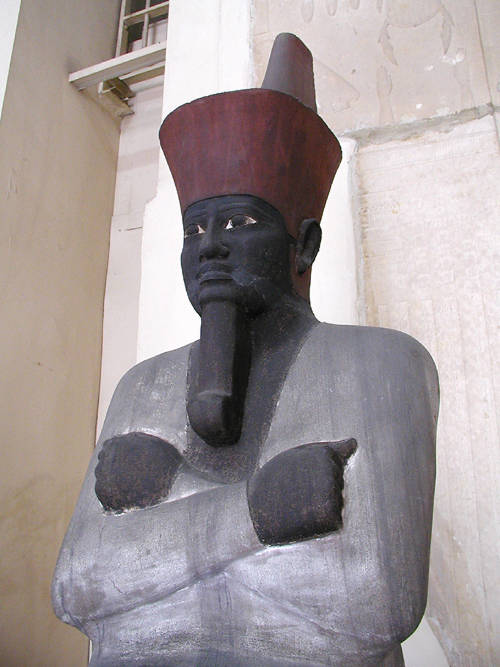
تمثال جالس مصنوع من الحجر الرملي الملون للملك "نب-حابت-رع" منتوحتب الثاني، المتحف المصري، القاهرة.

### أوائل ولاية العهد
عندما إعتلى منتوحتب الثاني عرش طيبة، كان قد ورث أراضي شاسعة قد فتحها أسلافه من الشلال الأول في الجنوب إلى أبيدوس والعتمانية (أسيوط) في الشمال. ويبدوا أن أول أربعة عشر عاماً من ولاية عهد منتوحتب الثاني كانت فترة سلمية في منطقة طيبة حيث لا توجد أي أثار صراع يرجع تاريخها إلى هذه الفترة بشكل مؤكد. وفي الواقع قد تشير ندرة الشواهد من هذا الجزء المبكر من ولاية عهده أنه كان صغيراً عندما إعتلى العرش، وهي فرضية تتفق مع إمتداد ولاية عهده إلى 51 عاماً.

### إعادة توحيد مصر

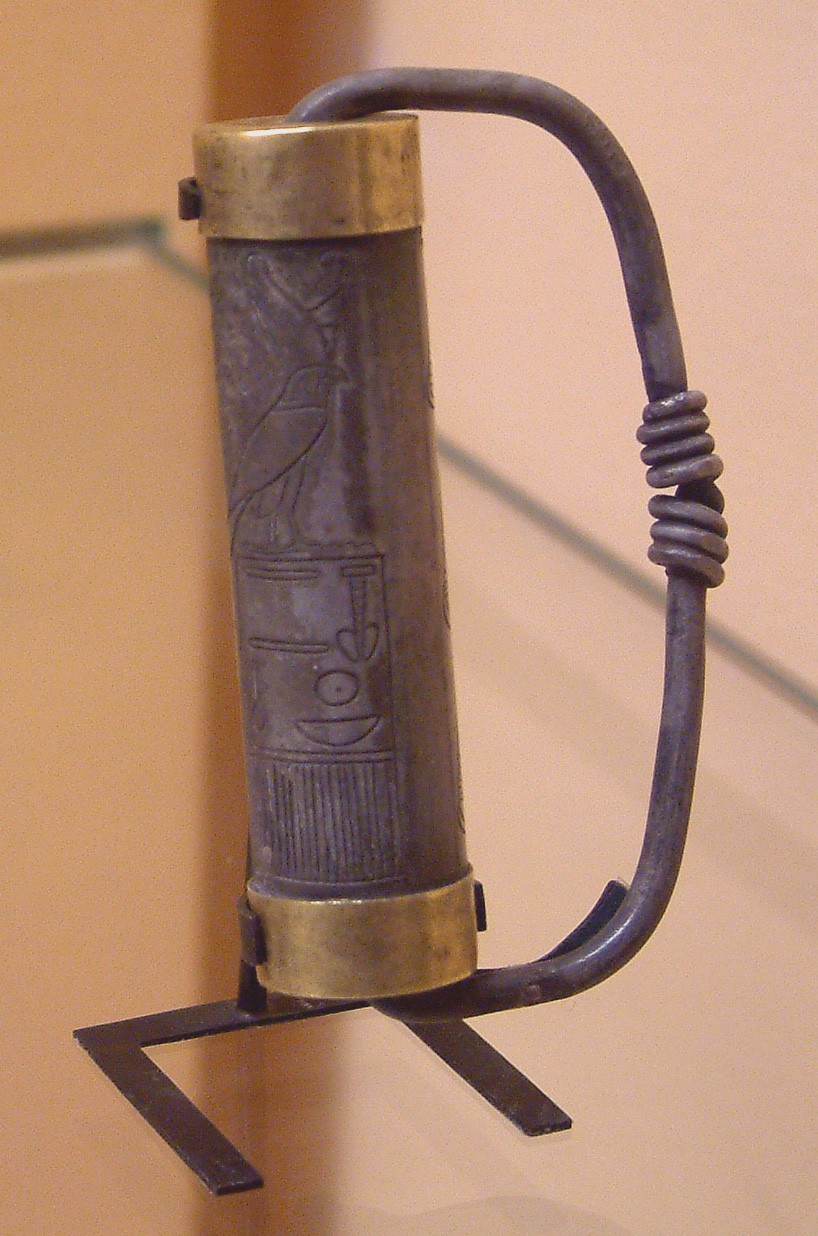
خاتم إسطواني لمنتوحتب الثاني، متحف اللوفر.

لقد حدثت إنتفاضة في شمال مصر وذلك في العام الرابع عشر من ولايته. وهذه الإنتفاضة على الأرجح متعلقة بالنزاع المتواصل بين منتوحتب الثاني المتمركز في طيبة والأسرة العاشرة المناوئة له والمتمركزة في هيراكليوبوليس التي هددت بإجتياح مصر العليا. والعام الرابع عشر من ولاية منتوحتب الثاني بالفعل قد تم تسميتها عام جريمة ثني. وبالتأكيد يشير ذلك إلى إستيلاء ملوك هيراكليوبوليس على منطقة ثني، ويبدوا أنهم قاموا بتدنيس الجبانة الملكية المقدسة بأبيدوس في هذه العملية، وجبانة أبيدوس هي جبانة ملكية عتيقة. وبناء عليه أرسل منتوحتب الثاني على الفور جيشه إلى شمال البلاد. ومقبرة المحاربين المشهورة بالدير البحري والتي تم إكتشافها في عشرينيات القرن العشرن تحتوي على رفاة 60 جثة من جثث الجنود الذين قتلوا في معركة، وهي جثث لم يتم تحنيطها وتم لفها بالكتان وعليها الخرطوش الملكي للملك منتوحتب الثاني. ونظراً لقربها من مقابر طيبة الملكية يُعتقد أن مقبرة المحاربين هي مقبرة الأبطال الذين قتلوا خلال الصراع بين منتوحتب الثاني وعدوه في الشمال. وأن "مري-كا-رع" حاكم مصر السفلى في ذلك الوقت ربما قد توفى خلال هذا الصراع، مما زاد من ضعف مملكته وأعطى منتوحتب الثاني الفرصة لإعادة توحيد مصر. والتاريخ الذي تحقق فيه هذا التوحيد غير معروف بشكل دقيق، إلا أنه من المفترض حدوثه قبل العام التاسع والثلاثون من ولايته بفترة وجيزة. وتظهر الأدلة بالفعل أن عملية التوحيد قد إستغرقت وقاتاً طويلاً، ربما نتيجة إنعدام الأمن بشكل عام في البلاد في ذلك الوقت: فالعامة قد تم دفنهم بالأسلحة، وأظهرت اللوحات الجنائزية المسئولين يحملون الأسلحة بدلاً من الشعارات الملكية المعتادة، وعندما أرسل خليفة منتوحتب الثاني حملته إلى بلاد بونت بعد حوالي 20 عاماً من التوحيد كان عليهم تطهير وادي الحمامات من المتمردين.
إن رعايا منتوحتب الثاني إعتبروه إله أو نصف إله بعد إعادة التوحيد. واستمر هذا هو الحال خلال أواخر الأسرة الثانية عشر بعد حوالي 200: فأقام سنوسرت الثالث وأمنمحات الثالث لوحات تذكارية لشعائر فتح الفم المقامة عند تماثيل منتوحتب الثاني.

### النشاط العسكري خارج مصر
لقد شن منتوحتب الثاني حملات عسكرية في العام التاسع والعشرين والواحد والثلاثين من ولايته تحت قيادة وزيره ختي في إتجاه الجنوب إلى النوبة، التي قد حصلت على إستقلالها خلال عصرالإنتقال الأول. وهي المرة الأولى التي يظهر فيها مصطلح كوش بشكل موثق لمنطقة النوبة في السجلات المصرية. ونجد على وجه التحديد أن منتوحتب الثاني قد وضع حامية عسكرية في قلعة جزيرة الفنتين حتى يتمكن من نشر قواته العسكرية بسرعة في إتجاه الجنوب. كما توجد شواهد على أعمال عسكرية ضد الكنعانيين. وتم العثور على نقش يحمل اسم الملك في جبل العوينات القريب من الحدود مع ليبيا والسودان وتشاد يشهد بحد أدنى على وجود اتصالات تجارية في هذه المنطقة.

### المسئولين
لقد أعاد الملك تنظيم البلاد ووضع وزيراً على رأس الإدارة. وكان الوزراء في ولايته هم «بيبي» و«داجي». وكان أمين الخزانة هو «خيتي» الذي شارك في تنظيم مهرجان «الحب-سد» الخاص بالملك. ومن المسئولين المهمين الأخرين نجد أمين الخزانة «مكيت-رع» والمشرف على الإختام «ميرو». أما «إنتف» فكان قائد جيشه.

### إعادة تنظيم الحكومة

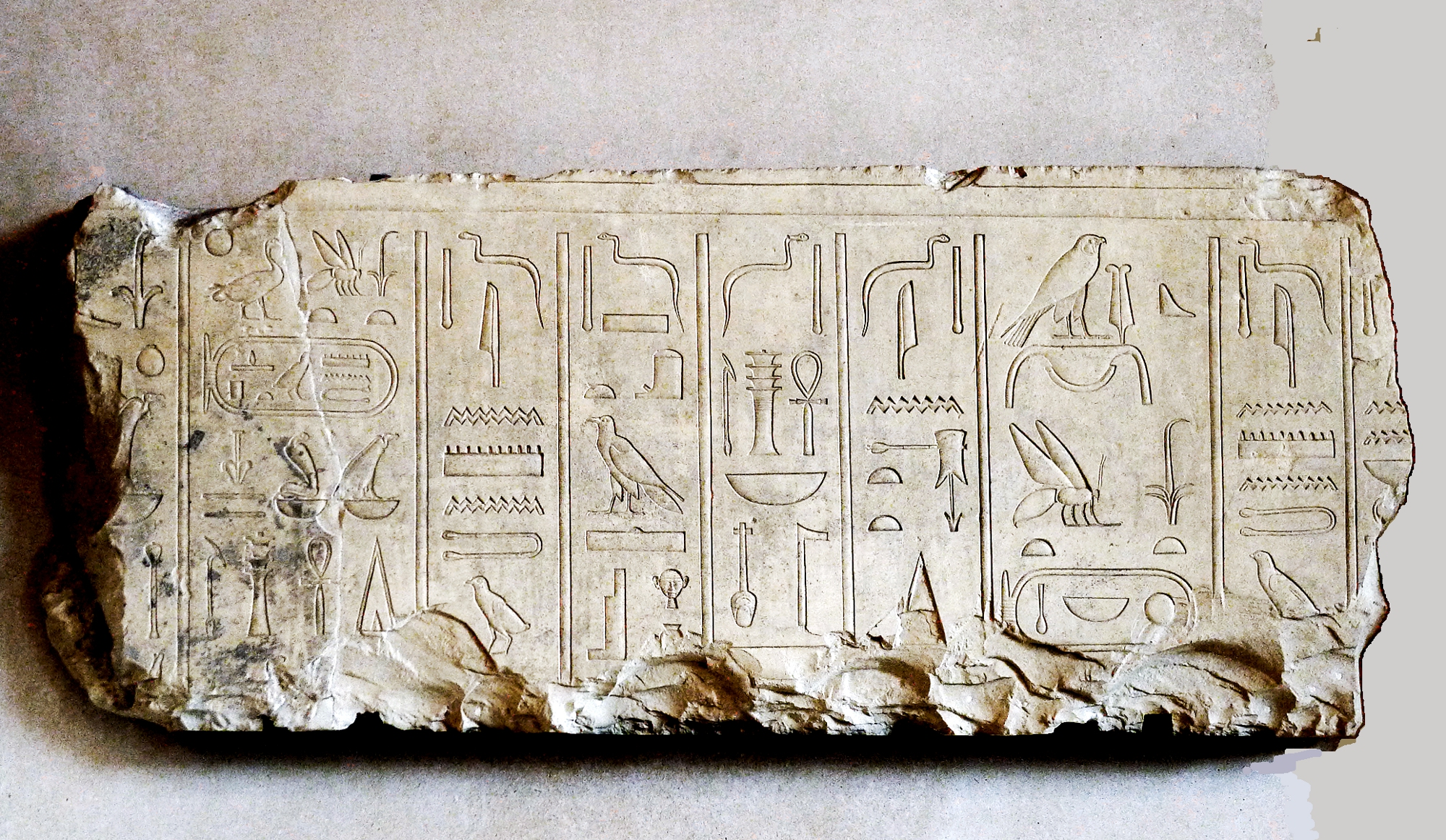
اللقب الثالث لمنتوحتب الذي تم العثور عليه في معبد منتو بالطود.

لقد شغل حكام الأقاليم سلطات هامة في جميع أرجاء مصر وذلك خلال عصر الانتقال الأول حتى ولاية منتوحتب الثاني. وأصبح منصبهم هو منصب وراثي خلال الأسرة السادسة، وإنهيار السلطة المركزية ضمن لهم سلطة مطلقة على أراضيهم. إلا أن منتوحتب الثاني بعد توحيد البلاد قد شرع بقوة في تطبيق سياسة المركزية، وتدعيم سلطتة الملكية من خلال إنشاء مناصب حاكم مصر العليا وحاكم مصر السفلى، اللذين كان لهما سلطة على حكام الأقاليم المحلية.
كما أعتمد منتوحتب الثاني على قوة متنقلة من مسئولين البلاط الملكي الذين كان لهم مزيد من السيطرة على أفعال حكام الأقاليم. وبالتأكيد قد فقد حكام الأقاليم الذين دعموا الأسرة العاشرة سلطتهم لصالح الملك، مثل حاكم إقليم أسيوط. كما بدأ منتوحتب الثاني في نفس الوقت برنامج موسع لتقديس الذات مؤكداً على الطبيعة اللاهوتية للحاكم.

### الألقاب
يتضح برنامج منتوحتب الثاني لتقديس الذات من خلال المعابد التي بناها والتي يظهر فيها مرتدياً غطاء رأس المعبود مين والمعبود آمون. وربما أفضل دليل على تلك السياسة هو ألقابه الثلاثة: كان لقبه الحوري والنبتي الثاني يعني الذات المقدسة للتاج الأبيض بينما تمت الإشارة إليه أيضاً بأنه ابن حتحور في آخر ولايته.
لقد غير منتوحتب الثاني ألقابه مرتين خلال ولايته: أول مرة كانت في العام الرابع عشر من ولايته، بمناسبة النجاح المبدئي لحملته ضد أهناسيا في الشمال. وكانت المرة الثانية قبل فترة وجيزة من العام التاسع والثلاثين من ولايته، بمناسبة نجاح تلك الحملة بشكل نهائي وإعادة توحيد كل مصر. وبتعبير أدق، فإن التغيير الثاني ربما حدث بمناسبة مهرجان «الحب-سد» الذي إحتفل به خلال العام التاسع والثلاثين من إعتلائه عرش مصر.

|                 | اللقب الأول | اللقب الثاني | اللقب الثالث |
| --------------- | ----------- | ------------ | ------------ |
| اللقب الحوري    |             |              |              |
| اللقب النبتي    |             |              |              |
| لقب حورس الذهبي |             |              |              |
| لقب التتويج     |             |              |              |
| لقب الميلاد     |             |              |              |

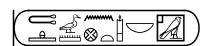
"سا-حوت-حر-نبت-إيونت-منتو-حتب"، أي (إبن حتحور سيدة دندرة: منتوحتب)

إن ألقاب منتوحتب الثاني تظهر بشكل عام الرغبة في الرجوع إلى تقاليد الدولة القديمة. فنجده على وجه التحديد قد إتخذ الألقاب الخمسة بالكامل بعد إعادة توحيده مصر، التي على ما يبدوا كانت أول مرة منذ الأسرة السادسة، على الرغم من قلة السجلات المعروفة لمعظم عصر الانتقال الأول الذي سبقه. والدليل الثاني على أن منتوحتب الثاني قد أعطى إهتماماً كبيراً لتقاليد الدولة القديمة هو لقب ميلاده الثاني الذي نجده أحياناً كالتالي: «سا-حوت-حر-نبت-إيونت-منتوحتب»
إن تلك الإشارة إلى حتحور بدلا من رع مماثلة للقب «بيبي الأول». وأخيراً نجد أن منتوحتب في قوائم الملوك الأخيرة قد تمت الإشارة إليه بلقبه الثالث المختلف «نب-حابت-رع-منتوحتب»

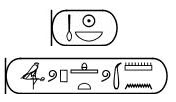

### الآثار
على الرغم من أن منتوحتب الثاني قد أمر بإنشاء العديد من المعابد إلا أن قليلاً منها بقى حتى يومنا هذا. وما قد تم العثور عليه من هذه الآثار وهو محفوظ حفظاً جيداً نجد الهيكلا الجنائزي الذي تم إكتشافه في أبيدوس عام 2014. ومعظم أطلال المعابد الأخرى موجودة أيضاً في مصر العليا، وبشكل أدق في أبيدوس، وأسوان، والطود، وأرمنت، والجبلين، والكاب، والكرنك، ودندرة. ولعمل ذلك إتبع منتوحتب الثاني تقليداً بدأه جده إنتف الثاني: بدأ إنتف الثاني أنشطة البناء الملكي في معابد الأقاليم المحلية بمصر العليا واستمر ذلك الأمر على مدار عصر الدولة الوسطى.
|             |    |    |
| \| \| \| \| |    |    |
|             |    |    |
| ra          | nb | P8 |

| ra | nb | P8 |

|             |    |    |
| \| \| \| \| |    |    |
|             |    |    |
| ra          | nb | P8 |

| ra | nb | P8 |

|             |    |    |
| \| \| \| \| |    |    |
|             |    |    |
| ra          | nb | P8 |

| ra | nb | P8 |

|             |    |    |
| \| \| \| \| |    |    |
|             |    |    |
| ra          | nb | P8 |

| ra | nb | P8 |

| Ax | st | t · Z2 | i | mn · n | G7 | O24 |

| Ax | st | t · Z2 | i | mn · n | G7 | O24 |

## معبد منتوحتب الثاني الجنائزي

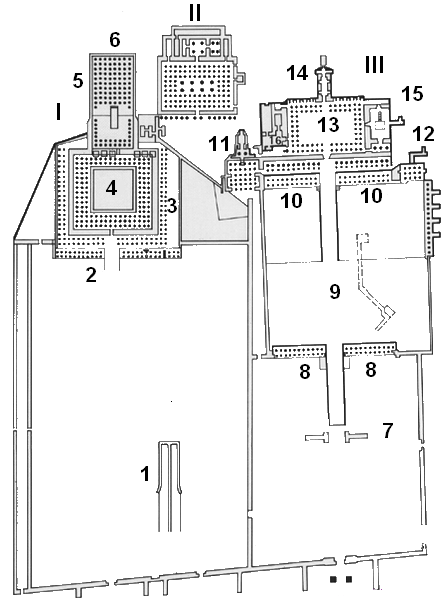
معبد منتوحتب الثاني الجنائزي، 1) خبيئة باب الحصان، 2) القاعات السفلية ذات الأعمدة، 3) القاعة العلوية، 4) قلب المبنى، قد يكون على شكل هرم ، و بين الموضع رقم 3 و الموضع رقم 4 هو الممشى، 5) قاعة أعمدة مسقوفة، 6) قدس الأقداس

مايزال مشروع البناء الأكثر طموحاً وإبتكاراً لمنتوحتب الثاني هو معبده الكبير الجنائزي. وتمثل العديد من إبتكارات المعبد المعمارية قطيعة مع تقاليد المجمعات الهرمية للدولة القديمة وتبشر بمعابد ملايين السنين الخاصة بالدولة الحديثة. وعلى هذا النحو كان معبد منتوحتب الثاني بالتأكيد مصدر رئيسي لإلهام المعابد القريبة منه، والتي لم تتعدى معابد حتشبسوت وتحتمس الثالث التي ظهرت بعد 550 عاما.
نجد مع ذلك أن أقصى الإبتكارات الجوهرية لمعبد منتوحتب الثاني هي إبتكارات دينية وليست معمارية. فأولاً هو أقدم معبد جنائزي نجد فيه الملك لا يستقبل فيه فقط القرابين بل أيضاً يسن فيه شعائر للمعبودات («أمون-رع» في هذه الحالة). وثانياً هو معبد يتطابق فيه الملك مع أوزيريس، وهو إله طيبة المحلي الذي نمت أهميته من الأسرة الحادية عشر فصاعداً. فبالفعل تؤكد الزخرفة ومنحوتات المعبد الملكية على الجوانب الأوزيرية للحاكم الميت، وهي أيديولوجية واضحة في المنحوتات الجنائزية للعديد من الملوك الذين جاءوا من بعده.
نجد أن معظم زخارف المعبد هي عمل فنانين طيبة المحليين. ويتضح ذلك من الأسلوب الفني المهيمن على المعبد الذي يمثل الناس بشفاه وعيون غليظة وأجسام رفيعة. وفي المقابل نجد أن هياكل زوجات منتوحتب المصقولة هي بالتأكيد نتيجة عمل حرفيين منف الذين تأثروا بشدة بمعايير وعادات الدولة القديمة. وقد تمت ملاحظة هذه الظاهرة التي تتجزء فيها الأساليب الفنية على مدار عصر الانتقال الأول، والتي كانت نتيجة مباشرة لإنقسام البلاد سياسياً.

### الموقع
يقع المعبد في جرف الدير البحري على الضفة الغربية لطيبة. وبالتأكيد يرتبط إختيار هذا المكان بالأصل الطيبي للأسرة الحادية عشر: فأجداد منتوحتب الثاني على عرش طيبة تم دفنهم جميعاً في مصفوفة من المقابر المجاورة للمعبد. وعلاوة على ذلك ربما قام منتوحتب الثاني بإختيار الدير البحري نظراً لأنه يصطف مع معبد الكرنك على الضفة الأخرى من النيل. خصوصاً وأن تمثال آمون كان يتم إحضاره سنوياً إلى الدير البحري خلال مهرجان الوادي الجميل، وهو شيء قد يعتبره الملك مفيد لتلك العبادة الجنائزية. وبناء على ذلك فإن معبد منتوحتب الثاني كان الوجهة النهائية لسفينة أمون خلال هذا المهرجان قبل أن يتم بناء منشئة «جسر-جسرو» من بعده بخمسة قرون تقريباً.

### الإكتشافات والتنقيب

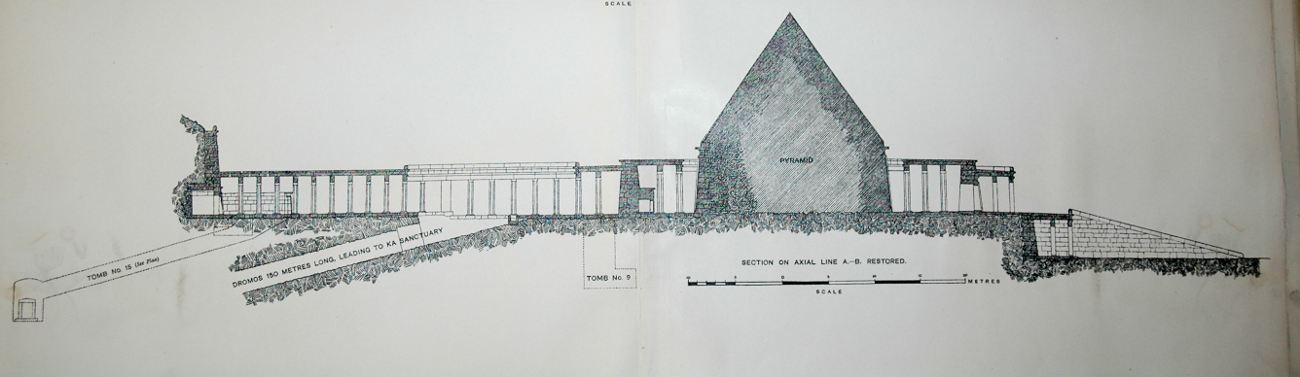
مقطع عرضي في معبد منتوحتب الثاني قام بعمله E. Naville

كانت أطلال معبد منتوحتب الثاني في أوائل القرن التاسع عشر مغطاة كلياً بالحطام. ونتيجة لذلك لم يلاحظها أحد حتى النصف الثاني من القرن، وذلك على الرغم من أعمال التنقيب الموسعة التي تم إجرائها بالقرب في موقع «جسر-جسرو» الخاص بحتشبسوت. وبالتالي لم يتغير هذا الوضع إلا بعد أن بدأ اللورد دوفيرين ومساعدوه الدكتور لورانجو سيريل جراهان عام 1859 في التنقيب بالركن الجنوبي الغربي من قاعة الأعمدة المسقوفة من معبد منتوحتب الثاني. وبعد أن قاموا بإزالة كتلة هائلة من الحطام سرعان ما إكتشفوا قبر الملكة «تم» المنهوب، وهي كانت إحدى زوجات منتوحتب الثاني. وبعد أن أدركوا إمكانيات الموقع شقوا طريقهم بالتدريج إلى قدس الأقداس حيث عثروا على مذبح منتوحتب الثاني المصنوع من الجرانيت الذي يتمثل عليه آمون رع، كما عثروا على العديد من الإكتشافات الأخرى مثل مقبرة «نفرو» رقم TT319. وأخيراً قام هاورد كارتر في عام 1898 بإكتشاف خبيئة باب الحصان في الساحة الأمامية للمعبد، وفيها قام بالكشف عن التمثال الأسود الشهير للملك وهو جالس.

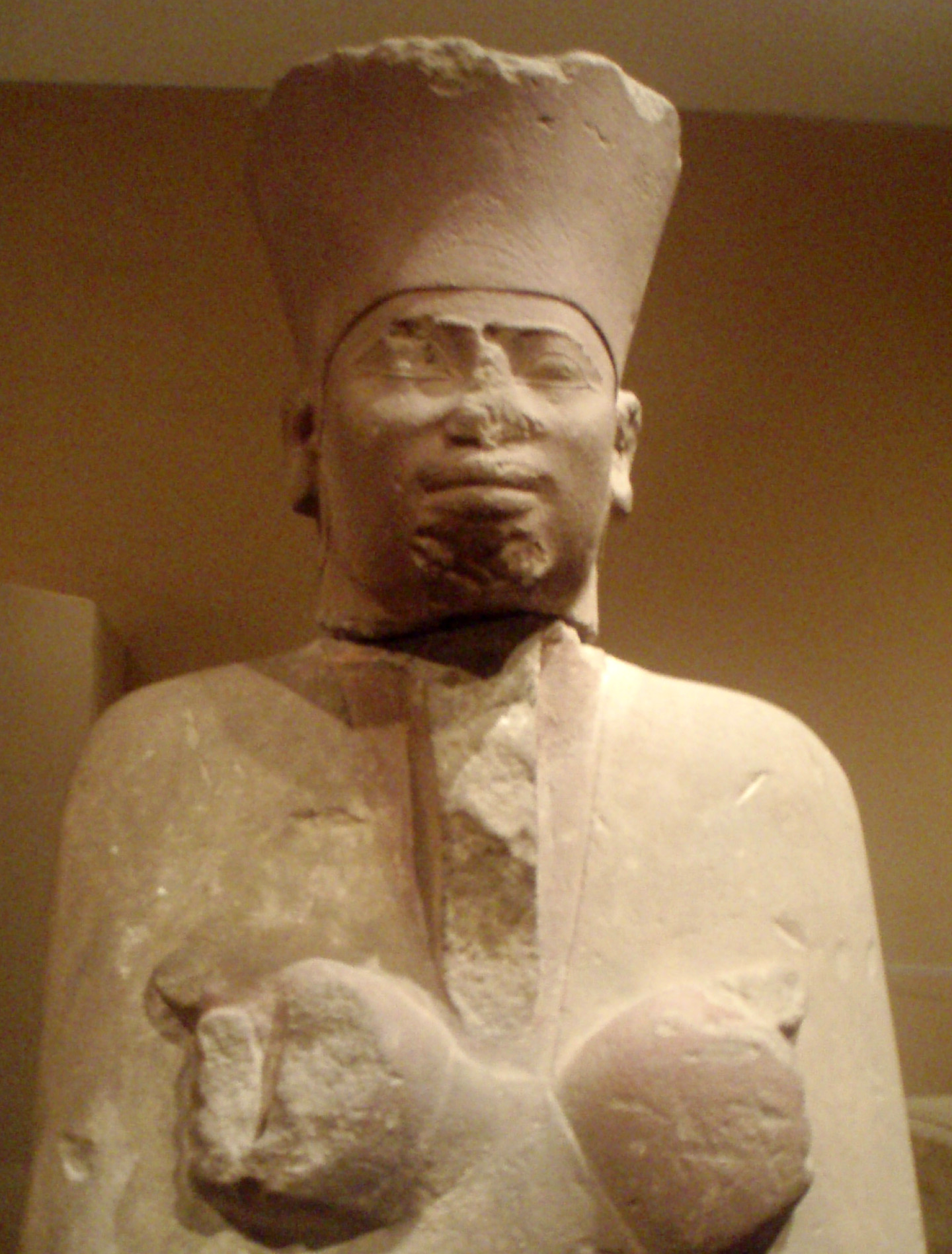
تمثال ملون لمنتوحتب الثاني واقفاً و مرتدياً التاج الأحمر، قام بإكتشافه H. Winlock

إن ثاني أعمال تنقيب مهمة تم إجرائها من عام 1903 إلى عام 1907 تحت إدارة إدوارد نافيل، الذي قام بالأعمال هناك نيابة عن صندوق استكشاف مصر. وكان أول من قام باكتشافات منهجية بالمعبد. وبعد حوالي 10 أعوام لاحقة - من 1920 إلى 1931 - قام هربرت يوستيس وينلوك بعمل مزيد من التنقيب بالمعبد لصالح متحف فنون المتروبوليتان. وعلى الرغم من ذلك فإن نتائج تنقيبه لم يتم نشرها إلا على شكل تقارير مبدئية مختصرة. وأخيراً قام ديتر أرنولد بداية من عام 1967 حتى عام 1971 بإجراء بحث في الموقع نيابة عن معهد الآثار الألماني. وقام بنشر نتائجه في ثلاثة مجلدات.

### ودائع الأساس
لقد إكتشف هربرت يوستيس وينلوك أربع حفر تحت الأركان الأربعة لشرفة المعبد، وذلك خلال فترة تنقيبة 1921 - 1922. وتم حفر هذه الحفر في الأرض قبل إنشاء المعبد بغرض طقوس التأسيس. وبالفعل عندما إكتشفهم هربرت يوستيس وينلوك كانوا مازالوا يحتوا على العديد من القرابين: جمجمة بقرة، وأباريق وأوعية ممتلئة بالفواكه، وشعير وخبز وطوب طيني يحمل اسم منتوحتب الثاني.
كشف مزيد من أعمال تنقيب الحفر التي قام بإجرائها ديتر أرنولد عام 1970 عن مزيد من قرابين الطعام مثل الخبز وأضلاع الثيران، كما كشفت أيضاً عن بعض الأشياء البرونزية، وصولجان خزفي، وملايات من القماش. وتم وضع علامات بالحبر الأحمر على أركان هذه الملايات، سبعة منها تحمل اسم منتوحتب الثاني وثلاثة تحمل اسم إنتف الثاني.

### العمارة

#### الطريق الصاعد والساحة
يتكون مجمع منتوحتب الثاني الجنازئي من معبدين على غرار المعابد الجنائزية في الدولة القديمة: معبد عالي بالدير البحري ومعبد وادي قريب من النيل على أراضي زراعية. وتم ربط معبد الوادي بالمعبد العالي عن طريق طريق صاعد غير مسقوف بطول 1.2 كيلومتر وعرض 46 متر. ويؤدي الطريق الصاعد إلى ساحة كبيرة أمام معبد الدير البحري.

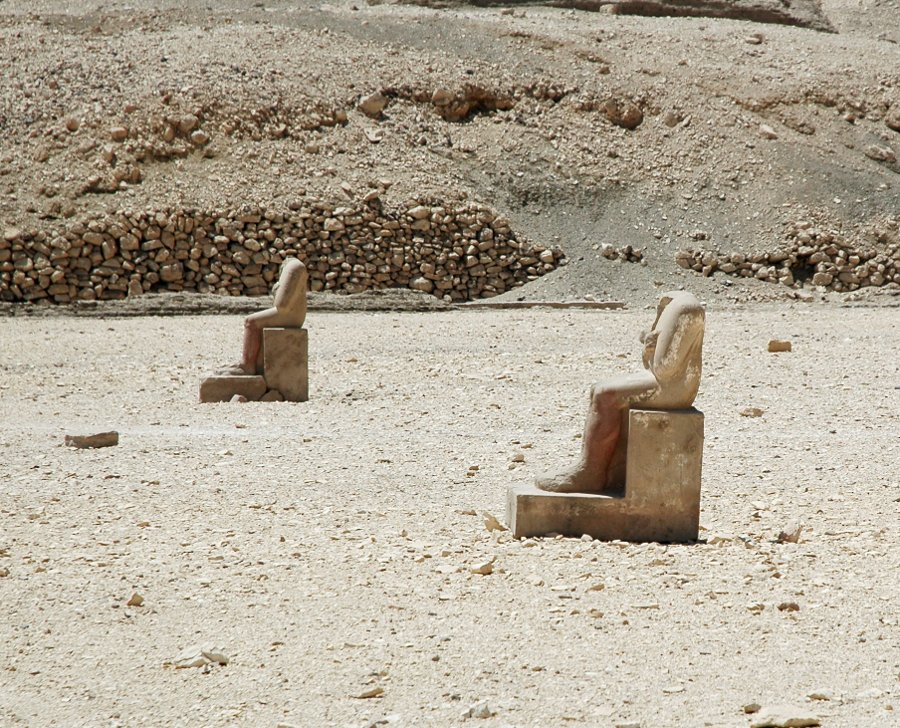
تماثيل منتوحتب الثاني في وضعية الجلوس على جانبي الطريق الصاعد

لقد تم تزيين الساحة بمشتل أزهار على شكل مستطيل طويل، مع خمسة وخمسين شجرة جميز مزروعة في حفر صغيرة، وعدد ستة من شجر الأثل بالإضافة إلى شجرتين جميز مزروعتين في حفرتين عميقتين مليئة بالتربة. وتعتبر هذه الساحة من إحدى حدائق معابد مصر القديمة القليلة الموثقة أثرياً ومعروف عنها بما يكفي لإعادة بناء مظهرها. والمحافظة على مثل هذه الحديقة التي تبعد أكثر من 1 كيلومتر عن النيل في داخل صحراء قاحلة لابد أن يتطلب عمل مستمر للعديد من البستانيين ومنظومة ري متقنة.
يوجدعلى يسار ويمين ممر طريق الموكب على الأقل 22 تمثال جالس لمنتوحتب الثاني، ترتدي التماثيل على الجانب الجنوبي التاج الأبيض لمصر العليا والتي على الجانب الشمالي التاج الأحمر لمصر السفلى. ربما تمت إضافتها إلى المعبد عند إحتفال منتوحتب الثاني بمهرجان «الحب-سد» خلال العام التاسع والثلاثين من جلوسه على عرش مصر. ولا تزال بعض التماثيل المصنوعة من الحجر الرملي مقطوعة الرأس في الموقع حتى اليوم. كما تم إكتشاف تماثيل أخرى في عام 1921 خلال أعمال تنقي هربرت يوستيس وينلوك و هي معروضة الآن في متحف فنون المتروبوليتان.

#### الجزء الأمامي من المعبد

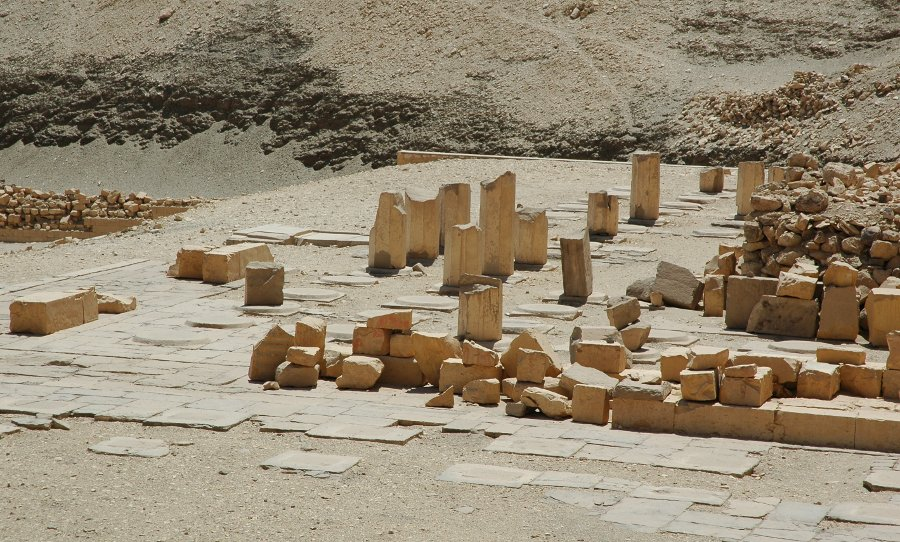
أطلال الممشى

يقع المعبد الرئيسي غرب الطريق الصاعد، الذي يتكون من جزئين. وتم تكريس الجزء الأمامي من المعبد إلى المعبود منتو-رع، وهو يعبر عن إندماج إله الشمس رع مع منتو إله حرب طيبة، الذي تمت عبادته خلال الأسرة الحادية عشر. ويؤدي المنحدر الذي يحازي المحور المركزي للمعبد إلى الشرفة العلوية. والمنحدر الذي نشاهده اليوم قد قام ببنائه إدوارد نافيل عام 1905 فوق بقايا المنحدر الأصلي، الذي لا يمكن مشاهدته إلا في موضعين على هيئة أقصى طبقتين سفليتين من كسوة الحجر الجيري الجانبي. ويتكون الجزء الشرقي من مقدمة المعبد على كلا جانبي المنحدر الصاعد من رواقين بهما صف مزدوج من الأعمدة المستطيلة، التي تجعل المعبد يبدوا كأنه صفة من المقابر، التي كانت المدافن التقليدية لأجداد أسرة منتوحتب الثاني الحادية عشر.
يوجد على شرفة المعبد التي تمتد 60 متر عرضاً و 43 متر عمقاً و 5 متر إرتفاعاً منصة تدعم القاعة العليا التي تحيط بممشى وقلب المبنى. ويتكون الممشى الذي ينفصل عن القاعة العلوية بجدار ثخانته 5 أذرع من إجمالي عدد 140 عمود ثماني يفصل بينهم ثلاثة صفوف. ومعظم هذه الأعمدة لا يُرى منها اليوم إلا قواعدها.
كان ساحة الممشى يملئها قلب المبنى بالكامل، وكان مبنى ضخم طوله 22 متر و إرتفاعه11 متر. وهذا الصرح الموجود في وسط المعبد قام بالتنقيب عنه إدوارد نافيل في عام 1904 و 1905. وتصور نافيل أنه مبنى مربع يعلوه هريم صغير، الذي يمثل التل البدائي وربما يشبه البنية الفوقية للمقابر الملكية بأبيدوس. وهذا التصور الذي يدعمه وينلوك قد أعتبرض عليه ديتير أرنولد الذي علل بأن المعبد لا يستطيع تحمل وزن الهريم الصغير لأسباب إنشائية. وإقترح بدلاً من ذلك أن هذا الصرح كان سطحه مستوي.

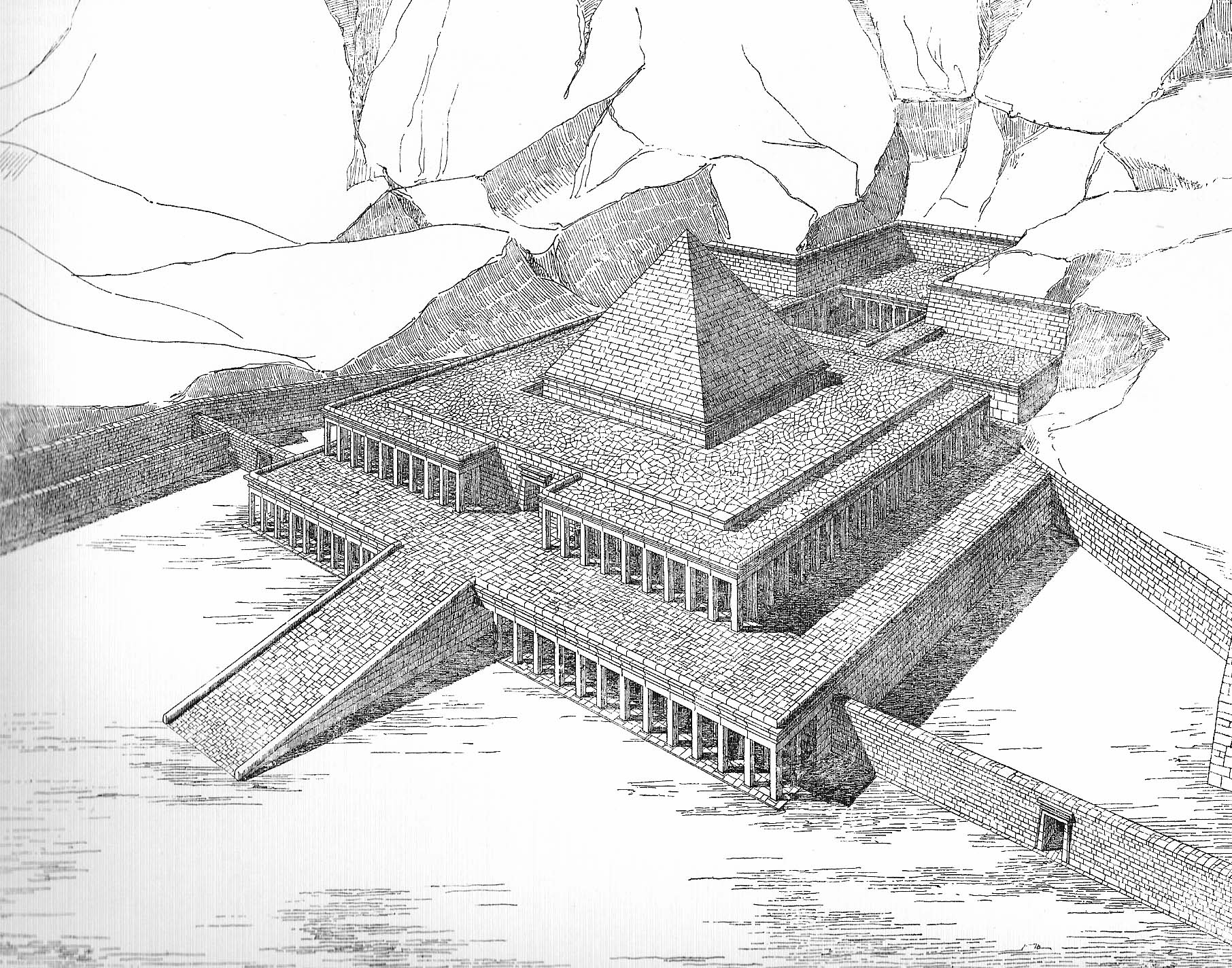
إعادة تصور شكل المعبد الجنائزي لمنتوحتب الثاني الذي إقترحه Edouard Naville. وجود الهرم مازال موضع جدال.

#### الجزء الخلفي من المعبد
كانت مركز عبادة الملك المؤله خلف الصرح الموجود في قلب المبنى. والجزء الخلفي من المعبد قد تم قطعه بشكل مباشر في جرف الجبل ويتكون من ساحة مفتوحة، وقاعة أعمده بها 82 عمود ثماني وهيكل لتمثال الملك. وهذا الجزء من المعبد قد تم تكريسه لعبادة آمون-رع.
يحيط الفناء المفتوح من الشمال والجنوب بصف من خمسة أمعدة ومن الشرق بصف مزدوج يبلغ ستة عشر عمود. وفي منتصف الفناء المفتوح يمتد ممر عميق مؤدياً إلى قبر ملكي. وتتضمن الإكتشافات الأثرية في هذا الجزء من المعبد مذبحاً مصنوع من الحجر الجيري، ولوحة جرانيتية، وعدد ستة تماثيل لسنوسرت الثالث. والفناء يؤدي من الغرب إلى قاعة أعمدة مسقفة بها عشرة صفوف في كل صف ثمانية أعمدة، بالإضافة إلى عمودين إضافيين على جانبي مدخل القاعة. وتنفصل قاعة الأعمدة المسقفة عن الساحة بجدار، وتقع على مستوى أعلى من الساحة ويتم الوصول إليها عن طريق منحدر صغير.

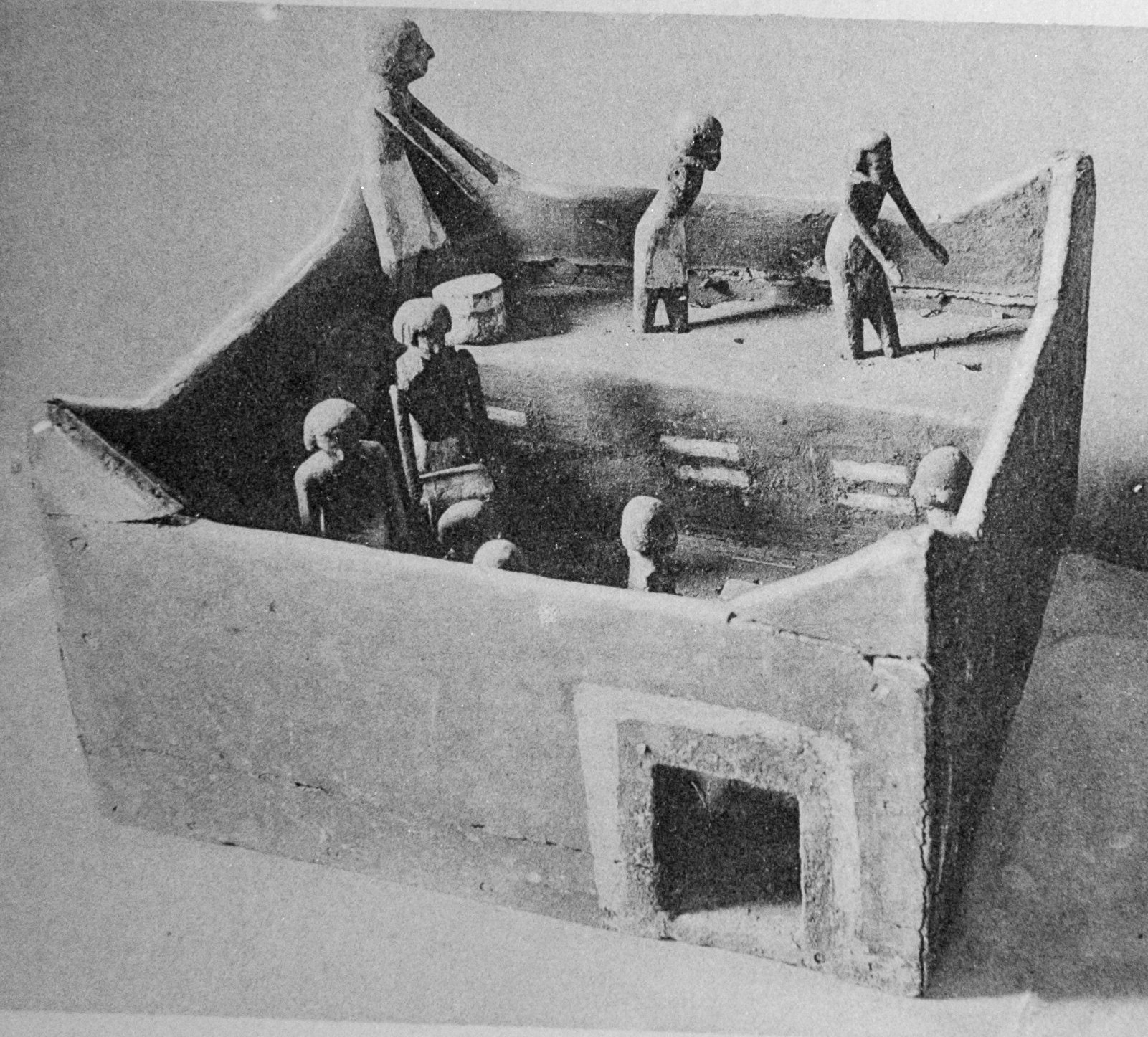
نموذج لمخزن حبوب من مقبرة منتوحتب الثاني

يمتد في النهاية الغربية من قاعة الأعمدة المسقفة قدس أقداس المعبد، وهو مزار تم تكريسه لمنتوحتب وأمون رع يؤدي إلى عمارة منحوتة في الصخر تحتوي على تمثال للملك أكبر من حجمه الطبيعي. أما المزار نفسه فيحتوي على تمثال لأمون رع، وكان محاط من ثلاثة جوانب بجدران ومن إحدى الجوانب بجرف الجبل. وكانت كل الواجهات الداخلية والخارجية لهذه الجدران مُزينة بنقوش ملونة وتمثل الملوك والألهة بنقوش بارزة. وتظهر شظايا النقوش المتبقية الملك المؤله تحيط به المعبودات الرئيسية لمصر العليا والسفلى، ونخبت، وست، وحورس، وواجيت وهو على قدم المساواة معهم. والآلهة تقدم للملك حزم من أفرع النخيل، ورمز ملايين السنين. وهذا النقش هو تجلي لتغيرات دينية عميقة في أيديولوجية المُلك منذ المملكة القديمة:
لقد كان الملك في الدولة القديمة سيد مجمع الهرم، [...] أما الآن فقد تم إختزاله إلى حاكم بشري يعتمد على عطف الآلهة. ولم يعد خلوده فطرياً؛ بل لابد أن تمنحة إياها الآلهة.

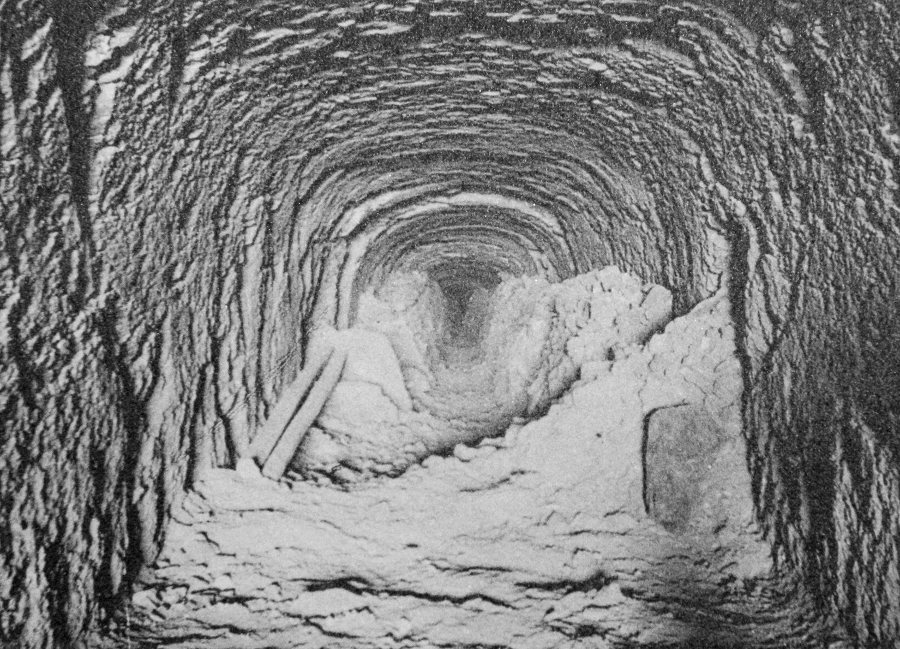
ممر يؤدي إلى قبر منتوحتب الثاني

## القبر الملكي
إن الساحة المفتوحة في الجزء الخلفي من المعبد بها ممر عميق في وسطها طبقا لما تم ذكره عاليه. هذا الممر هو ممر مستقيم بطول 150 متر يؤدي في الإتجاه السفلي إلى غرفة أرضية كبيرة أسفل الساحة بمقدار 45 متر، وهي بلا شك مقبرة الملك. هذه الغرفة مبطنة بالكامل بالجرانيت الأحمر ولها سقف مدبب. وتحتوي على هيكل من المرمر على شكل مزار «بر-ور» الخاص بمصر العليا. وكان هذا الهيكل يتم غلقه قديماً بباب مزدوج إلا أنه مفقود الآن. وتحتوي على تابوت خشبي وأوعية مراهم تركت أثار على الأرض. ومعظم أمتعة القبر التي حتماً تم إيداعها هناك قد ضاعت منذ زمن طويل نتيجة لتعرض القبر إلى أعمال نهب وسلب. ومن العناصر القليلة المتبقية نجد صولجان، والعديد من الأسهم، ومجموعة من النماذج من بينها سفن، ومخازن حبوب، ومخابز.

## معرض صور

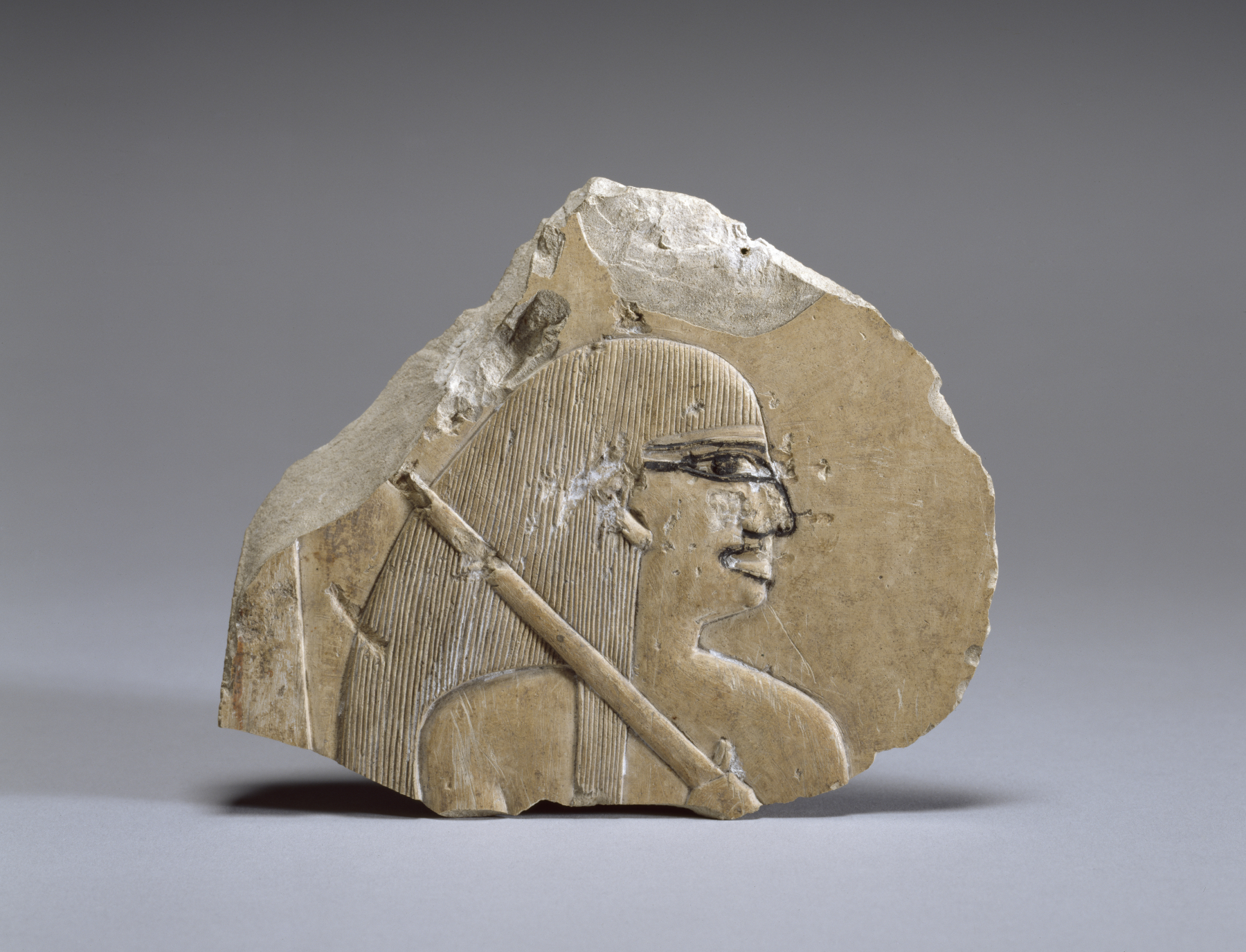
حامل مظلة "نفرو"، زوجة منتوحتب الثاني الملكية، بالنمط الفني المحلي التقليدي للأسرة الحادية عشر
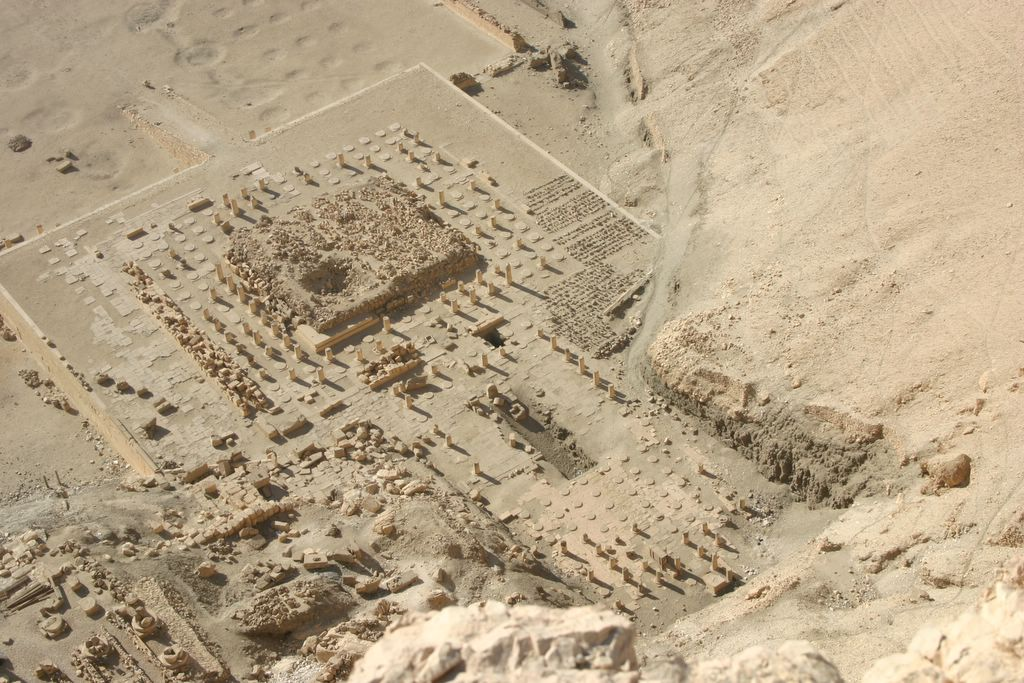
منظر جوي لمعبد منتوحتب الجنائزي بالدير البحري
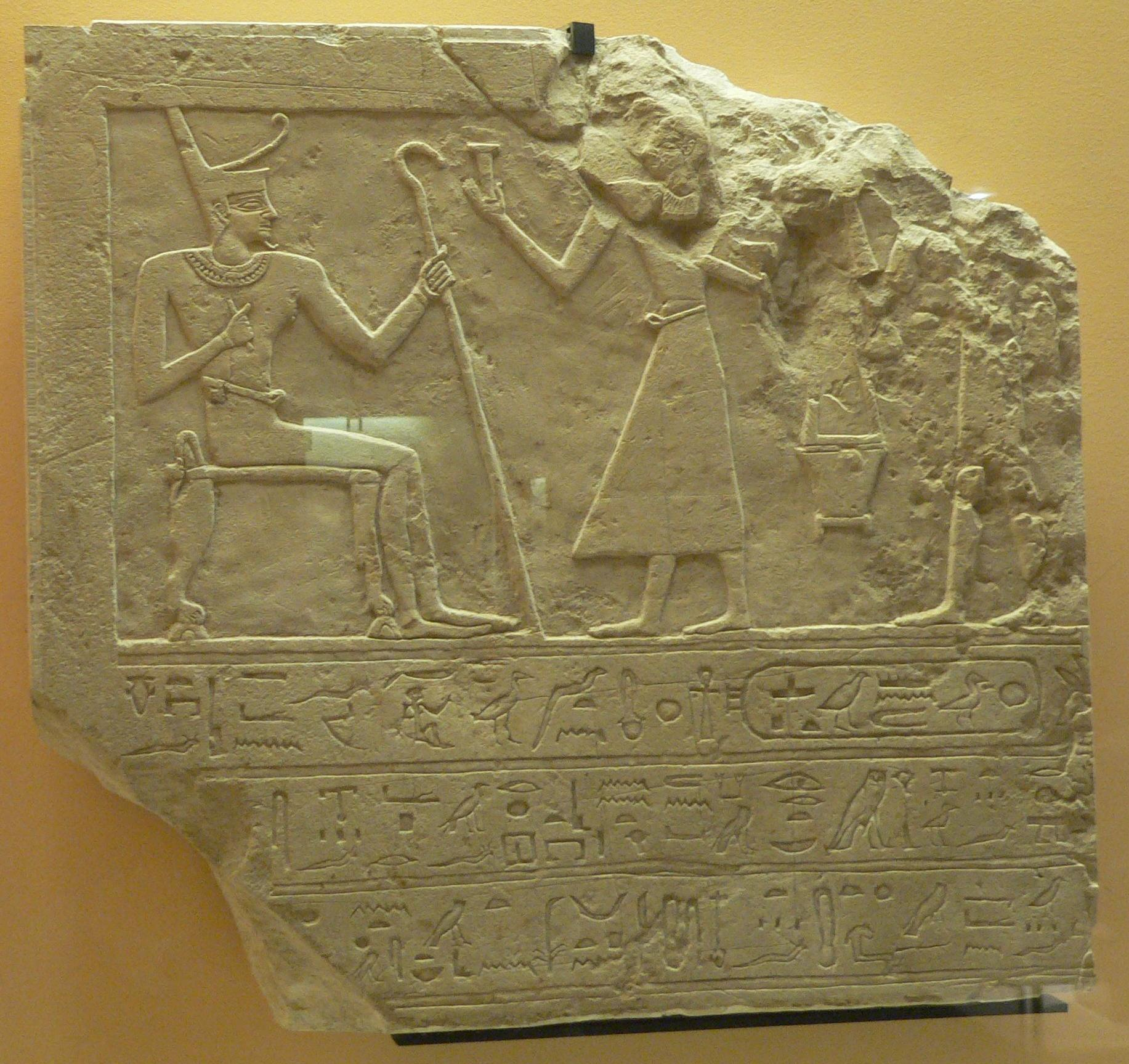
منتوحتب الثاني يستقبل القرابين، متحف اللوفر.
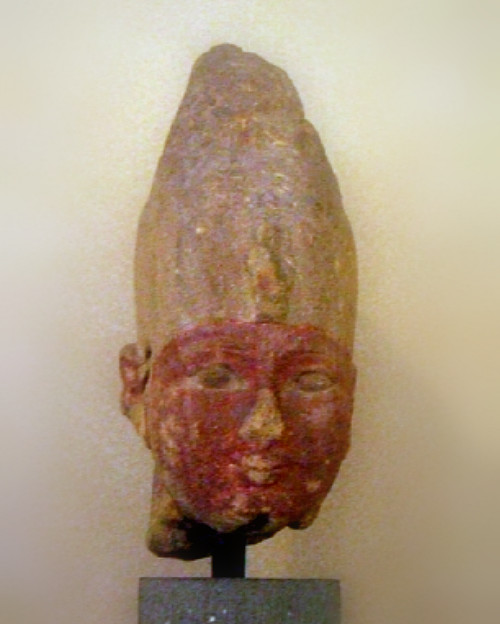
رأس تمثال منتوحتب الثاني كان في الأصل في طيبة، و الآن معروض في متحف الفاتيكان.
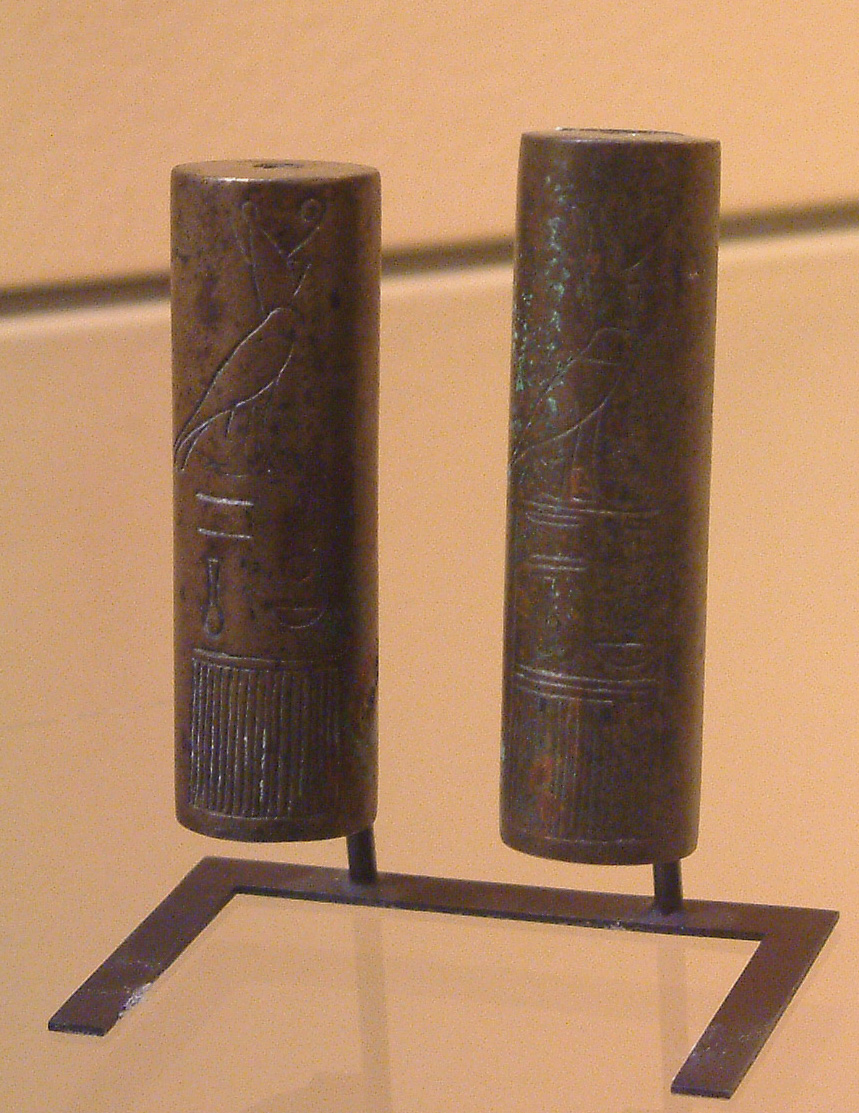
خواتم منتوحتب الثاني الإسطوانية، متحف اللوفر
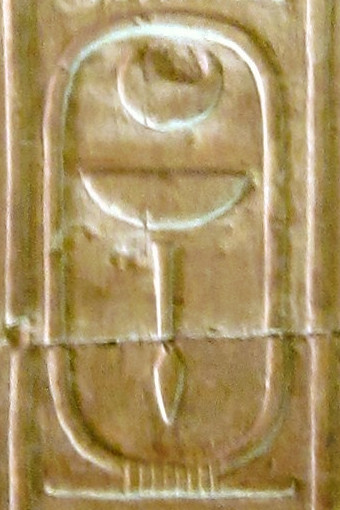
خرطوش منتوحتب الثاني على قائمة ملوك أبيدوس

## وصلات خارجية
- مقبرة أمنحوتب الثاني (بالإنكليزية) by Mark Andrews